# Орденоносное
Орденоно́сное (до 1948 года Аджа́й-Кат; укр. Орденоносне, крымскотат. Acay Qat, Аджай Къат) — село в Джанкойском районе Республики Крым, входит в состав Лобановского сельского поселения (согласно административно-территориальному делению Украины — Лобановского сельского совета Автономной Республики Крым).

## Население
| 2001 | 2014 |
| ---- | ---- |
| 108  | ↘84  |

Всеукраинская перепись 2001 года показала следующее распределение по носителям языка
| Язык             | Процент |
| ---------------- | ------- |
| русский          | 50      |
| крымскотатарский | 27.78   |
| украинский       | 19.44   |

### Динамика численности
| - 1805 год — 263 чел. - 1864 год — 10 чел. - 1892 год — 37 чел. - 1900 год — 71 чел. - 1905 год — 96 чел. - 1911 год — 69 чел. - 1915 год — 50/29 чел. | - 1926 год — 111 чел. - 1939 год — 221 чел. - 1989 год — 91 чел. - 2001 год — 108 чел. - 2009 год — 160 чел. - 2014 год — 84 чел. |

## Современное состояние
На 2017 год в Орденоносном числится 1 улица — Центральная; на 2009 год, по данным сельсовета, село занимало площадь 41,4 гектара на которой, в 42 дворах, проживало 160 человек. Село связано автобусным сообщением с райцентром и соседними населёнными пунктами.

## География
Орденоносное — село в центральной части района, в степном Крыму, в верховье балки (реки) Заветленинская, высота центра села над уровнем моря — 19 м. Соседние сёла: Марьино в 1,5 км на юго-запад и Калиновка в 4,5 километрах на северо-восток, там же ближайшая железнодорожная станция — платформа 4 километр. Расстояние до райцентра — около примерно 11 километров (по шоссе). Транспортное сообщение осуществляется по региональной автодороге 35Н-146 от шоссе 35А-001 «граница с Украиной — Джанкой — Феодосия — Керчь» до Овощного (по украинской классификации — С-0-10422).

## История
Деревня Аджай-Кат образовалась в середине XIX века от слияния соседних поселений Аджай и Кат.
Первое документальное упоминание сёл встречается в Камеральном Описании Крыма… 1784 года, судя по которому, в последний период Крымского ханства Аджи бочала  и Кат входили в Бочалатский кадылык Карасубазар ского каймаканства. После присоединения Крыма к России (8) 19 апреля 1783 года, (8) 19 февраля 1784 года, именным указом Екатерины II сенату, на территории бывшего Крымского Ханства была образована Таврическая область и деревня была приписана к Перекопскому уезду. После Павловских реформ, с 1796 по 1802 год, входила в Перекопский уезд Новороссийской губернии. По новому административному делению, после создания 8 (20) октября 1802 года Таврической губернии, Аджай и Кат были включены в состав Бозгозской волости Перекопского уезда.
По Ведомости о всех селениях в Перекопском уезде состоящих с показанием в которой волости сколько числом дворов и душ… от 21 октября 1805 года, в деревне Гаджай числилось 26 дворов, 173 крымских татарина и 5 ясыров, а в Кате — 14 дворов, 82 татарина и 3 ясыров. На военно-топографической карте генерал-майора Мухина 1817 года деревня Аджай обозначена с 30 дворами, деревня Кат — с 19. После реформы волостного деления 1829 года деревни, согласно «Ведомости о казённых волостях Таврической губернии 1829 года» отнесли к Эльвигазанской волости. На карте 1836 года в деревне Аджай 15 дворов, Кат — 9. Видимо, вследствие эмиграции крымских татар в Турцию, деревни заметно опустели и на карте 1842 года Аджай и Кат обозначены условным знаком «малая деревня», то есть, менее 5 дворов.
В 1860-х годах, после земской реформы Александра II, деревню включили в состав Бурлак-Таминской волости. В «Списке населённых мест Таврической губернии по сведениям 1864 года», составленном по результатам VIII ревизии 1864 года, записан уже один Аджай-Кат — владельческая русская деревня с 2 дворами и 10 жителями при колодцах. По обследованиям профессора А. Н. Козловского начала 1860-х годов, который ещё учитывает 2 отдельных селения, вода в колодцах была пресная, а их глубина колебалась от 8 до 10 саженей (16—21 м). Согласно «Памятной книжке Таврической губернии за 1867 год», деревни были покинуты жителями в 1860—1864 годах, в результате эмиграции крымских татар, особенно массовой после Крымской войны 1853—1856 годов, в Турцию и остаются в развалинах. На трехверстовой карте Шуберта 1865—1876 года деревни также ещё обозначены раздельно: в Аджай 15 дворов, в Кат — 9. В 1880 году на 1180 десятинах земли была основана немецкая лютеранская колония Вильгемсталь', но в исторических документах этот вариант практически не встречается. В «Памятной книге Таврической губернии 1889 года» селение ещё не записано.
После земской реформы 1890 года Аджай-Кат отнесли к Богемской волости. Согласно «…Памятной книжке Таврической губернии на 1892 год», в деревне, составлявшей Аджай-Катское сельское общество, было 37 жителей в 10 домохозяйствах. По «…Памятной книжке Таврической губернии на 1900 год» в Аджай-Кате числился 71 житель в 10 дворах. В 1905 году население составило 96 человек, в 1911— 69. По Статистическому справочнику Таврической губернии. Ч.II-я. Статистический очерк, выпуск пятый Перекопский уезд, 1915 год, в деревне Аджай-Кат Богемской волости Перекопского уезда числилось 12 дворов (7 дворов с землёй, 5 — безземельные) с немецким населением в количестве 50 человек приписных жителей и 29 — «посторонних», из которых 45 мужчин и 34 женщины. Жители владели 1750 десятинами удобной земли. В хозяйствах имелось 99 лошадей, 120 волов, 49 коров и 49 голов мелкого скота.
После установления в Крыму Советской власти, по постановлению Крымревкома от 8 января 1921 года № 206 «Об изменении административных границ» была упразднена волостная система и в составе Джанкойского уезда был создан Джанкойский район. В 1922 году уезды преобразовали в округа. 11 октября 1923 года, согласно постановлению ВЦИК, в административное деление Крымской АССР были внесены изменения, в результате которых округа были ликвидированы, основной административной единицей стал Джанкойский район и село включили в его состав. Согласно Списку населённых пунктов Крымской АССР по Всесоюзной переписи 17 декабря 1926 года, в селе Аджай-Кат Марьинского сельсовета Джанкойского района, числилось 30 дворов, все крестьянские, население составляло 111 человек. В национальном отношении учтено: 106 немцев, 3 русских и 2 украинца. По данным всесоюзной переписи населения 1939 года в селе проживал 221 человек.
Вскоре после начала Великой Отечественной войны, 18 августа 1941 года крымские немцы были выселены, сначала в Ставропольский край, а затем в Сибирь и северный Казахстан. После освобождения Крыма от фашистов в апреле, 12 августа 1944 года было принято постановление № ГОКО-6372с «О переселении колхозников в районы Крыма» и в сентябре 1944 года в район приехали первые новоселы (27 семей) из Каменец-Подольской и Киевской областей, а в начале 1950-х годов последовала вторая волна переселенцев из различных областей Украины. С 25 июня 1946 года Аджай-Кат в составе Крымской области РСФСР. Указом Президиума Верховного Совета РСФСР от 18 мая 1948 года, Аджай-Кат переименовали в Орденосное. 26 апреля 1954 года Крымская область была передана из состава РСФСР в состав УССР. Время включения в Лобановский сельсовет пока не установлено: на 15 июня 1960 года село уже числилось в его составе. По данным переписи 1989 года в селе проживал 91 человек. С 12 февраля 1991 года село в восстановленной Крымской АССР, 26 февраля 1992 года переименованной в Автономную Республику Крым. С 21 марта 2014 года в составе Крыма аннексировано Россией.